# Carmen Romeo
Carmen Romeo Pemán (El Frago, 1948) es una historiadora española, catedrática de Lengua y Literatura. En noviembre de 2024, el Ayuntamiento de El Frago la nombró Hija predilecta.

## Trayectoria
Su infancia estuvo vinculada a la enseñanza rural, ya que sus padres y abuelos fueron maestros de El Frago y Biel, pueblos de la comarca zaragozana de las Cinco Villas. En 1972, se licenció en Filosofía y Letras por la Universidad de Zaragoza, con un trabajo sobre la toponimia de la ribera del Río Arba de Biel, comenzando así sus aportes a la etnografía aragonesa. Un año más tarde, en 1973, obtuvo su título de Maestra de Primera Enseñanza en la Escuela normal de Zaragoza.

Hasta 1978, impartió su docencia en Teruel. Posteriormente se incorporó al Instituto Goya, primero como profesora y después como catedrática de Lengua y Literatura. El centro fue masculino hasta el curso 1983-1984 y, a partir de ese momento, se convirtió en institución mixta. Una de sus alumnas fue la filóloga y escritora Irene Vallejo, autora de El infinito en un Junco, y ganadora del Premio de las Letras Aragonesas en 2023. Vallejo, tras recibir el galardón de manos del Presidente de Aragón, se lo dedicó a Romeo:
 «Yo era una niña que se había acostumbrado a esconderse tras una armadura de reserva y timidez y ella, con su valor, abrió pétalo a pétalo mi secreto y me dio confianza en la vocación de escritura que sentía en carne viva».
Romeo fue profesora de la Universidad de Zaragoza, del Instituto Francés de Aranda de Teruel y del Instituto Goya de Zaragoza.  Ha dedicado buena parte de sus investigaciones y su trabajo literario a las vivencias y experiencia del magisterio rural de dicha Comarca.
En 2014, tras su jubilación, la Institución Fernando el Católico de la Diputación Provincial de Zaragoza (DPZ) publicó el libro titulado De las escuelas de El Frago, en el que reunió tres estudios relacionados con la enseñanza en el municipio: Maestros y maestras de El Frago, perspectiva histórica de las escuelas desde 1838 hasta 1990; Los maestros de nuestros padres. Bruno Gracia Sieso y Ángela García Alegre, impulsores de la construcción de las escuelas del pueblo; y Antología literaria con textos de estos maestros.
Es miembro fundadora del Instituto Aragonés de Antropología desde 1979 y del Seminario Interdisciplinar de Estudios de la Mujer (SIEM) de la Universidad de Zaragoza desde 1993. Además, colabora en el grupo de historiadoras de la sección española de la Liga Internacional de Mujeres por la Paz y la Libertad, Sección Española, desde 2012, y en el grupo de educación de la Women's International League for Peace & Freedom (WILPF), San José Branch, desde 2013.
En 2015, se presentó la exposición Cien años de trabajo por la paz. Historia de la Liga Internacional de Mujeres por la Paz y la Libertad (1915-2015), producida por el equipo de historiadoras de WILPF España. El proyecto contó con la financiación y edición del Ayuntamiento de Zaragoza y el Instituto Aragonés de la Mujer del Gobierno de Aragón. El equipo estuvo compuesto por Concha Gaudó (comisaria), Gloria Álvarez Roche, Cristina Baselga Mantecón, Sandra Blasco Lisa, Piluca Fernández Llamas, Concha Gaudó Gaudó, Pilar Lainez Clavería, Carmen Magallón Portolés, Inocencia Torres Martínez y Carmen Romeo Pemán.
Ha participado en programas de investigación y educativos y es autora de varias publicaciones pedagógicas y literarias. Desde sus inicios, utilizó herramientas digitales, impulsando y participando en blogs tales como: El hacedor de sueños de la biblioteca Irene Vallejo del IES Goya de Zaragoza, “Masticadores” y “Letras desde Mocade”.

## Reconocimientos
En noviembre de 2024, el Ayuntamiento de El Frago nombró a Carmen Romeo Pemán Hija predilecta y comunicó que, a partir de ese momento, las escuelas del pueblo llevarían su nombre. Se reabrieron para el curso 2022-2023, tras haber estado cerradas durante 32 años.

## Obra

### Libros
- 1981 - Los mayos de la Sierra de Albarracín. Diputación Provincial de Teruel. Instituto de Estudios Turolenses. ISBN 84-00-04961-6
- 2014 - De las escuelas de El Frago. Diputación Provincial de Zaragoza. Institución Fernando el Católico. ISBN 978-84-9911-299-2
- 2021 - De la roca nacidas. Diputación Provincial de Zaragoza. Institución Fernando el Católico. ISBN 978-84-9911-639-6

### Con otras autoras
- 2010 - María Zambrano y sor Juana Inés de la Cruz. Carmen Romeo Pemán, Paula Ortiz Álvarez y Gloria Álvarez Roche. Prensas Universitarias de Zaragoza. ISBN: 978-84-15031-77-2.
- 2010 - La Zaragoza de las mujeres. Callejero. Carmen Romeo Pemán (Dir.), Gloria Álvarez Roche, Cristina Baselga Mantecón, Concha Gaudó Gaudó, Inocencia Torres Martínez. Ayuntamiento de Zaragoza, Área de Presidencia de Derechos Sociales, 2ª ed. revisada: 2018. ISBN 978-84-8069-607-4.
- 2014 - Rosalía de Castro y Carmen Conde. “Emisarias de lo sagrado eterno”. Edición en español de Gloria Álvarez Roche, Paula Ortiz Álvarez y Carmen Romeo Pemán. Bubok Publishing. ISBN 13978-8468658926.
- 2019 - Paseo por la Zaragoza de las mujeres. Carmen Romeo Pemán, Gloria Álvarez Roche, Cristina Baselga Mantecón, Concha Gaudó Gaudó, Inocencia Torres Martínez, Aurora Verón Lassa.  Ayuntamiento de Zaragoza, Área de Presidencia de Derechos Sociales. ISBN 78-84-8069-610-4

### Obras colectivas y revistas
- 2008 - Una lectura de la obra de María Ángeles de Irisarri. En Invitación a la lectura, curso 2007--2008, Coord. Ramón Acín, págs. 143-204.Caja de Ahorros de la Inmaculada de Aragón: Diputación General de Aragón, 2008.   ISBN 978-84-8380-124-6)
- 2016 - La identidad femenina en la menopausia. "El intenso calor de la luna", de Gioconda Belli. En Filanderas: Revista Interdisciplinar de Estudios Feministas, págs. 89-92. Seminario Interdisciplinar de Estudios de la Mujer. UNIZAR. ISSN-e 2530-6022)
- 2021 - Pilar Lana, la primera empresaria aragonesa. En Aragón es otra Historia, revista nº 2. Pags. 5 a11, Ed. PRAMES. ISSN: 2792-3029.